# Культивация конопли

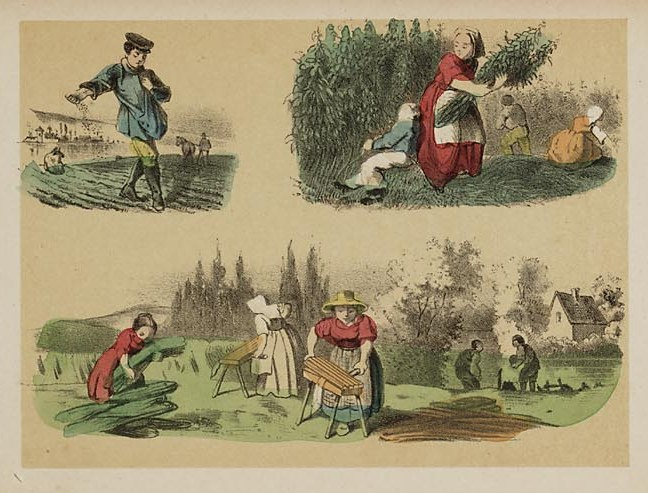
Возделывание конопли, картина 1873 года

Культивация, или выращивание конопли может производиться с разными целями. В промышленности конопля используется как сырьё медицинской (каннабидиол), топливной, текстильной, лёгкой (конопляное масло), бумажной, строительной и других отраслей, а также для производства грубого растительного волокна (пенька). Также конопля может нелегально выращиваться ради психоактивных веществ (60 % изымаемых в РФ наркотиков производится из конопли).

## История

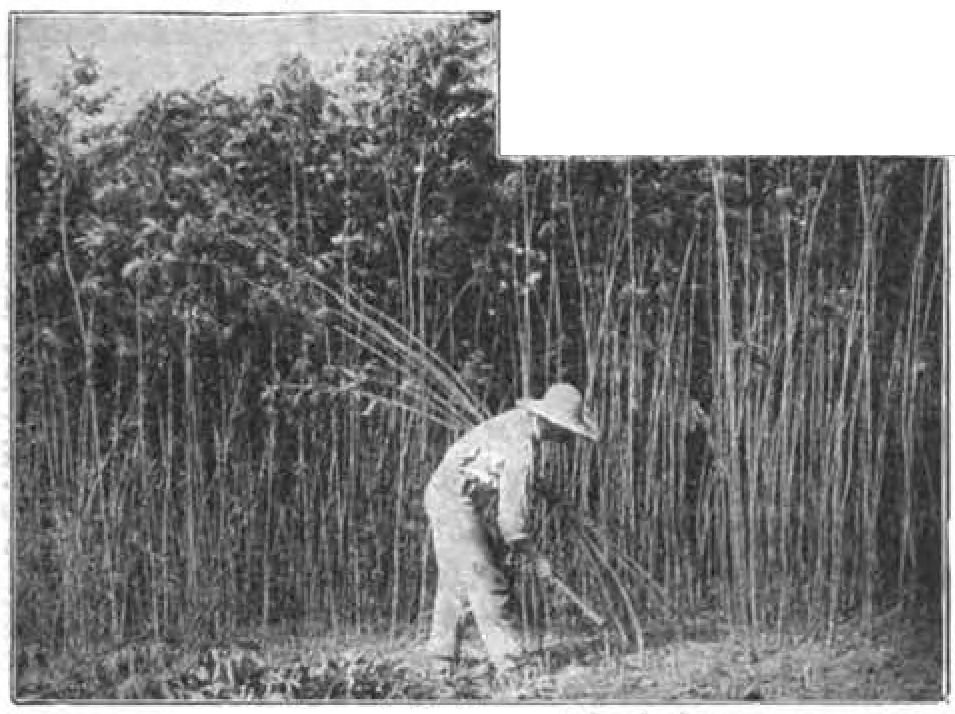
Жатва конопли. США, XIX век

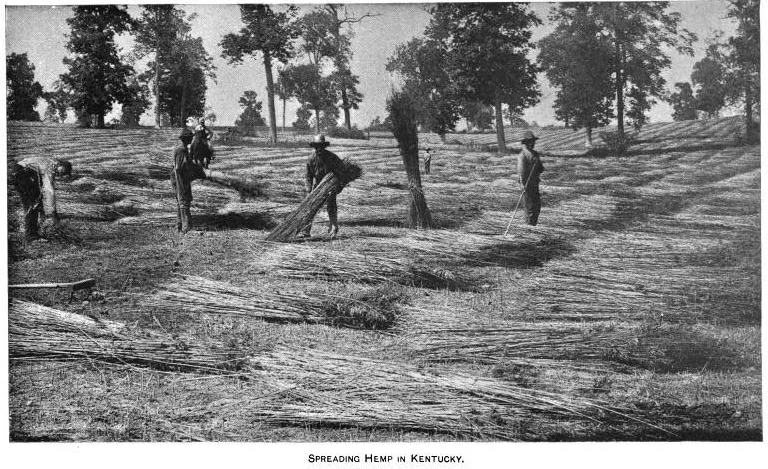
Снопы скошенной конопли

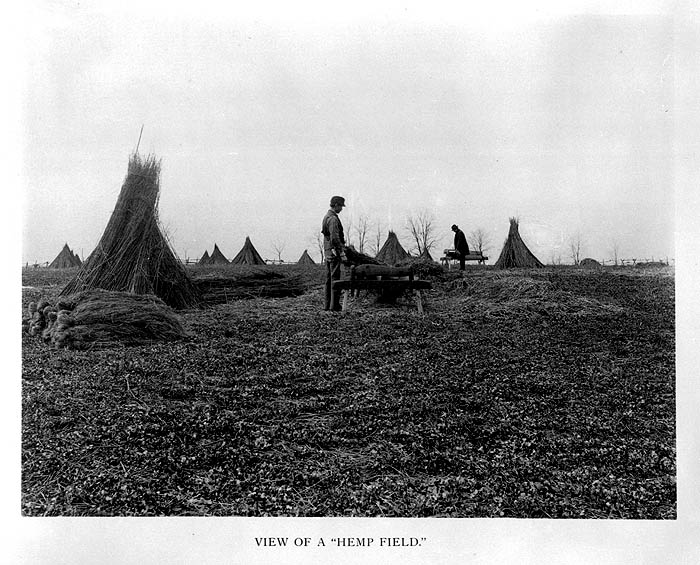
Обмолот семян и получение пеньки

Коноплеводство является древнейшей отраслью растениеводства. По данным 1956 года наибольшие площади посева конопли были сосредоточены в СССР, который занимал первое место в мире по посадкам (620 000 га), обогнав такие страны как Италия, Венгрия, Австрия, Франция, Румыния и Германия. Основными районами коноплесеяния были Орловская, Брянская, Курская, Пензенская области, УССР и Мордовская АССР. Основными направлениями коноплеводства были:
1. комбинированное использование конопли на волокно и семена
2. волокнистое (зеленцовое) с одновременной уборкой поскони и матерки в начале отцветания поскони
3. семеноводческое — выращивание высококачественных семян и одновременно волокна

## Промышленная культивация в России
Производство льна и конопли считается одним из основных направлений сельскохозяйственного производства.
В Российский Государственный реестр селекционных достижений, допущенных к использованию в 2022 году, включен 31 сорт прядильной конопли
Сорта конопли с минимальным (менее 0,1 %) содержанием ТГК («Зеница», «Диана», «Ингреда», «Кубанская ранняя», «Славянка», «Антонио», «Пава», «Сурская» и «Юлиана») в течение трёх и более лет использования для посева семян собираемых урожаев перерождаются в наркосодержащие сорта. Это, в частности, связывают с опылением их пыльцой дикорастущей конопли, разносимой на 5-12 км. Поэтому производители используют для посева семена более ранних репродукций, при этом число поколений определяется местными органами власти.
В настоящее время в России выращиваются безнаркотические сорта конопли «Сурская», «Вера», «Надежда», «Роман» и «Милена».
Для борьбы с психотропными сортами может быть применено опыление пыльцой (её размер 25 — 30 микрон, а жизнеспособной она остаётся 14 суток) безнаркотических сортов территорий, на которых произрастает дикая или незаконно выращиваемая конопля.

### Пищевая конопля
В Тульской области в особой экономической зоне "Узловая" запустили крупнейшее в Европе предприятие по глубокой переработке семечки пищевой конопли мощностью 20 тысяч тонн в год.
Среди продукции предприятия — очищенные ядра конопли, конопляная мука, масло холодного отжима, водорастворимый концентрат конопляного белка, конопляная клетчатка, конопляный растительный напиток. Продукцию планируется использовать в кондитерских изделиях, топпингах, печенье, пряниках, мороженом, растительных напитках, батончиках, зерновом хлебе, соусах и при производстве протеина.
В тридцатые годы прошлого века посевные площади пищевой конопли достигали одного миллиона гектаров, а сейчас выращивается лишь около 12 тысяч гектаров.

### Структура производства, посевные площади технической конопли по федеральным округам
Коноплеводство традиционно являлось одной из ведущих отраслей сельскохозяйственного производства многих регионов Центральной России. В СССР в отдельные годы под коноплю было занято до 900 тыс. га.
По данным Росстата РФ за последнее десятилетие объёмы посевных площадей конопли в России заметно менялись (аналогичная тенденция характерна и для мирового рынка в целом). 2005 и 2006 гг. оказались наиболее благоприятными для возделывания данной культуры, её площадь в тот период составляла 3,24 и 3,37 тыс. га. После 2006 г. наблюдается сокращение посевных площадей конопли, а период 2010-2011 гг. характеризуется спадом показателей. В 2013 г. объём посевных площадей практически достигает уровня 2005-2006 года и составляет 3,1 тыс. га 2014-2015 гг. снова характеризуются снижением показателей.
В период 2005-2006 гг. посевные площади конопли преимущественно располагались в Центральном и Приволжском федеральных округах. С 2007 года посевные площади в ЦФО начинают существенно сокращаться, и на протяжении последних 5 лет составляют незначительную долю в общей структуре. В ПФО после 2011 годов вновь наметилось увеличение посевных площадей технической конопли и в 2013 г. на округ приходилась наибольшая доля посевных площадей в общей структуре – 1,7 тыс. га.
Среди субъектов РФ по итогам 2015 года лидером по объёмам посевных площадей является республика Мордовия. Также действующие посевные площадки есть в республике Адыгея, Брянской, Пензенской и Рязанской областях.

### Объём и динамика производства продуктов из технической конопли
Росстат РФ в части производства продуктов из конопли до 2009 года учитывал отдельно только волокно пеньковое, а с 2010 года ведётся учёт производства пеньки, подготовленной для прядения, очёсов и угаров пеньки.
Согласно официальным данным, за последние 10 лет показатели производства продуктов из технической конопли снизились в 12 раз.
Наибольший объём производства был характерен для 2005 года – 1870 тонн.
До 2010 года производство продуктов из конопли было сосредоточено преимущественно в трёх федеральных округах: Центральном, Южном и Приволжском, из которых существенную долю в структуре производства продуктов из конопли занимал Центральный федеральный округ.

### Основные производители, переработчики и потребители технической конопли
Организации, работающие с конопляной продукцией можно условно разделить на:
- компании, которые сами выращивают и перерабатывают техническую коноплю (наиболее крупные по объёмам продукции);
- компании, которые выращивают техническую коноплю и реализуют её в виде пеньки или семян;
- компании-переработчики технической конопли (потребители).

Появление новых участников данного рынка обусловлено принятием в 2007 году Постановления Правительства РФ от 20 июля № 460 «Об установлении сортов наркосодержащих растений, разрешённых для культивирования в промышленных целях, требований к таким сортам и к условиям их культивирования», которое внесло ясность и решило многие споры между сельхозпроизводителями и контролирующими органами и стало толчком для постепенного восстановления конопляной отрасли.
В 2019 году, по данным Минсельхоза России, посевы конопли выросли до 10,2 тысячи га. Лидером по посевным площадям технической конопли является ГК "Коноплекс".

### Территориальное распространение
Благоприятные для выращивания конопли зоны в России:
- Поволжье
- Центральное черноземье
- южные районы Омской и Новосибирской областей, Алтайский край

При этом культивация промышленных сортов производится на следующих территориях:
- Адыгея
- Мордовия
- Пензенская область
- Рязанская область
- Брянская область

### Закон и лицензирование
Выращивание конопли не  является лицензируемым видом деятельности.
Сорта конопли, содержащие менее 0,1% ТГК, внесённые в Государственный реестр селекционных достижений России, разрешены к возделыванию для производства пеньковолокна и семян. Однако возделывание остальных сортов запрещено согласно ст. 231 УК РФ.  Крупным размером (от трёх до восьми лет) по состоянию на 1 июня 2004 года считалось 15 растений сортовой или 50 растений дикорастущей конопли. С 2010 года до 19 кустов конопли — это административная ответственность. Согласно постановлению Правительства РФ № 1002 от 1 октября 2012 г. для целей статей 228, 2281, 229 и 2291 УК РФ значительный размер составляет от 6 до 99 грамм, крупный составляет от 100 до 99 999 грамм, особо крупный — от 100 000 грамм.
В российском законе оговорено, что он распространяется только на сорта конопли, «содержащих наркотические вещества», но поскольку все сорта содержат ТГК, то на практике любая посадка конопли может быть уничтожена без предупреждения, а её владелец, в лучшем случае, оштрафован. Выращивание конопли индийской (даже в медицинских целях) пока запрещено.

## Фазы развития конопли

### Семена
Семена, пригодные для посева, должны иметь влажность не выше 13%, нормальный для сорта цвет и блеск, цельные оболочки без плесневых пятен, повреждений и трещин.
Семенной материал конопли, получаемый в результате уборки жаткой или комбайном, обычно содержит много примесей и имеет повышенную влажность. Поэтому после обмолота семена подлежат предварительной очистке, сушке, окончательной очистке и сортировке. Для предварительной очистки применяется зерноочистительная машина общего назначения (ЗВС-10Б, ОВП-20). Сушка производится на крытых токах, где семена рассыпают слоем толщиной 3-10 см и периодически перелопачивают, чтобы избежать самосогревания. В сырую погоду и при повышенной влажности семян рекомендуется применять зерносушилки с температурой не выше 40-45°С. Окончательная очистка производится на зерноочистителях ОС-4,5А, СВУ-5 и др.; сортировка - на пневматическом сортировальном столе (ССП-1,5 или ПСС-2,5).
По посевным качествам семена конопли делятся на 3 класса, в зависимости от засорённости и всхожести (см. Таблицу 1 "Посевные качества семян конопли по Г. Давидяну").[уточнить] Всхожесть можно определить путём проращивания 1000 семян. Семёна с всхожестью ниже 75% считаются некондиционными.
Важный показатель качества посевного материала - крупность (масса 1000 семян), которая должна соответствовать параметрам, предусмотренным для данного сорта. У культурных сортов конопли крупность семян составляет 9-26 г/1000 шт.; при её снижении ниже 8 г/1000 шт. можно сделать вывод, что данный сорт дичает или вырождается. У диких форм (включая коноплю сорную) крупность семян колеблется от 2 до 8 г/1000 шт. Согласно исследованиям Института лубяных культур, среди семян одного и то же сорта крупные имеют более высокую всхожесть, чем мелкие.
Кондиционные семена конопли, имеющие влажность не выше 10-12%, выдерживают хранение в течение 3-4 лет без потери всхожести.

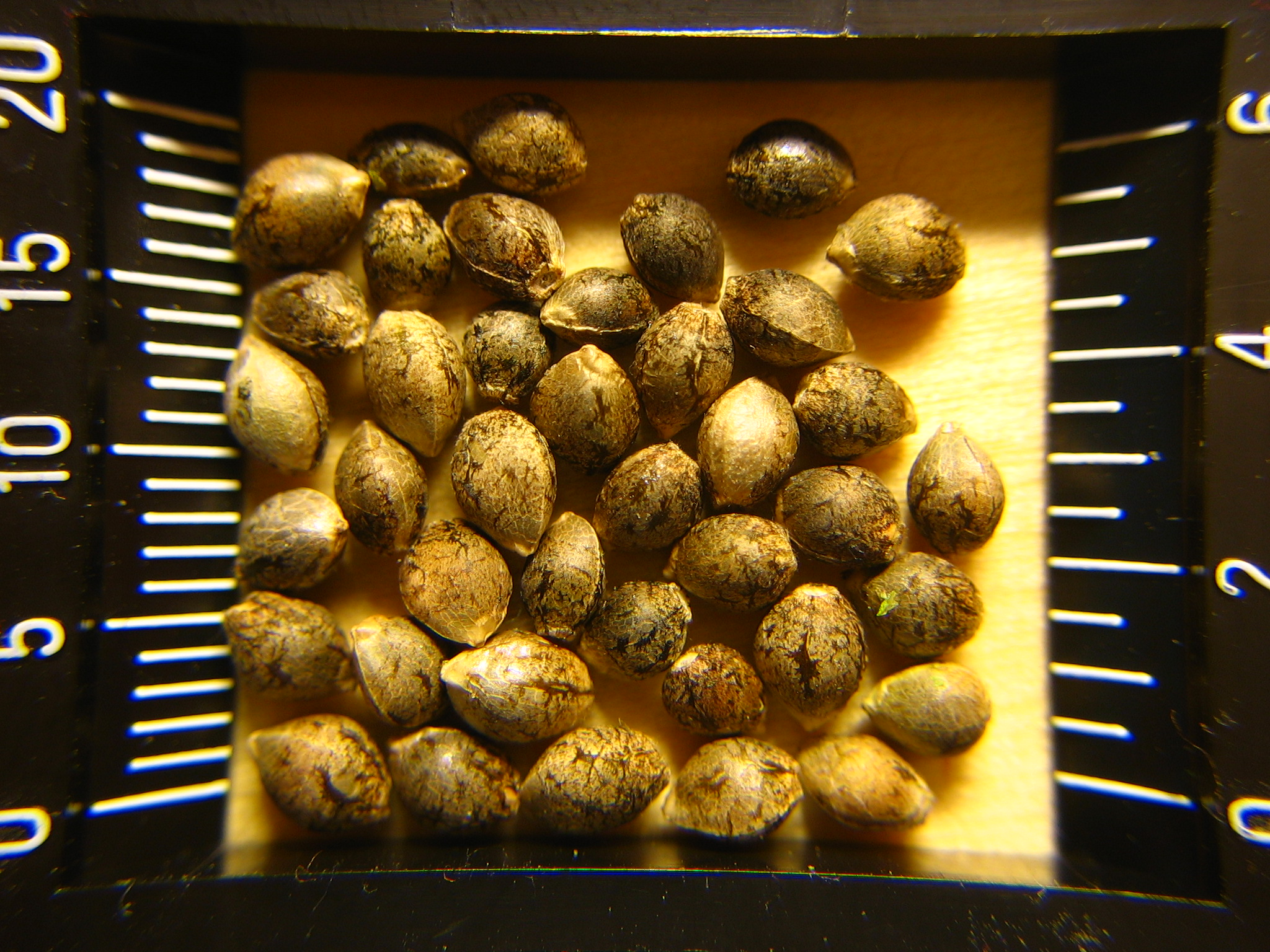
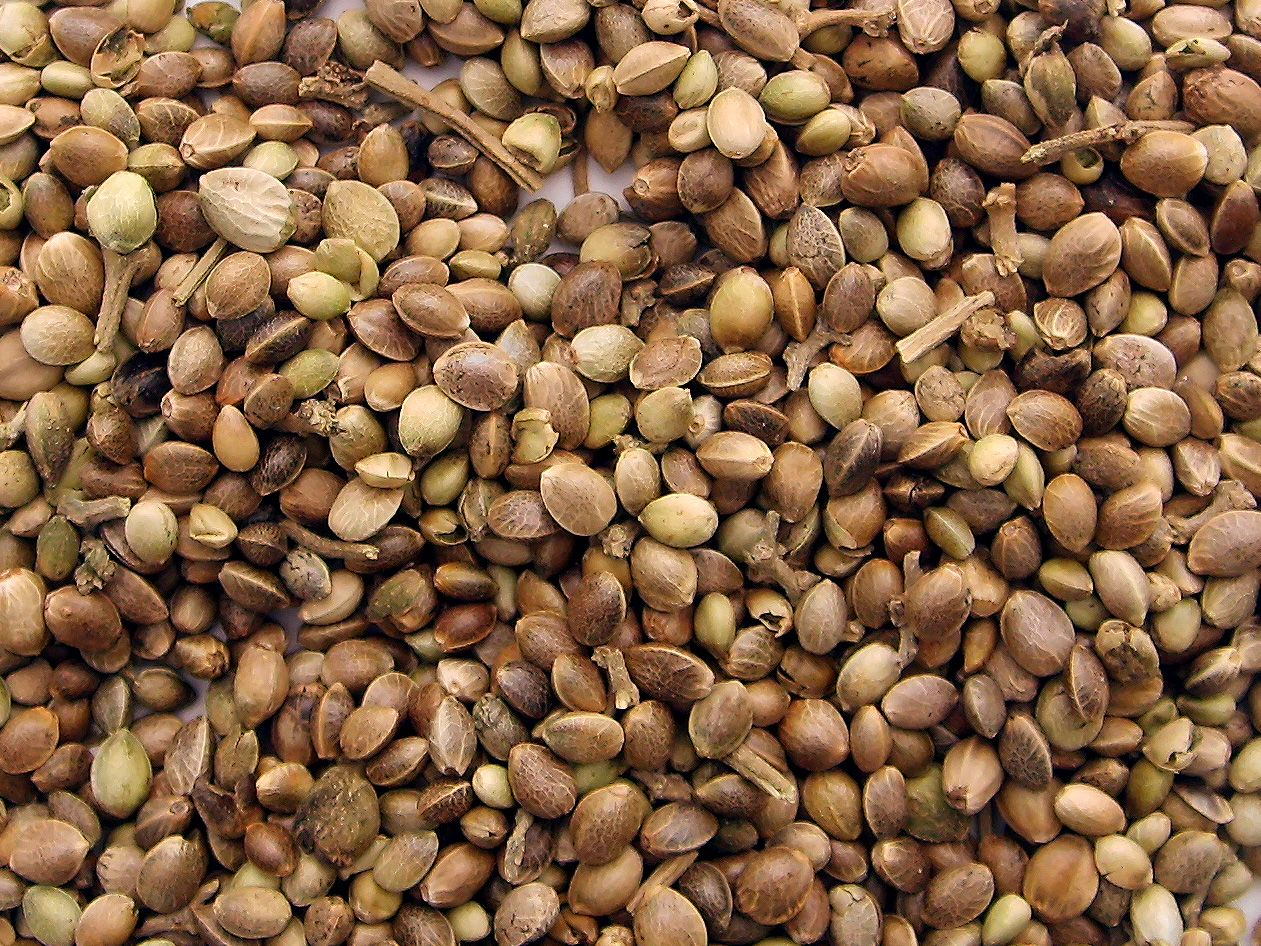

### Прорастание и всходы

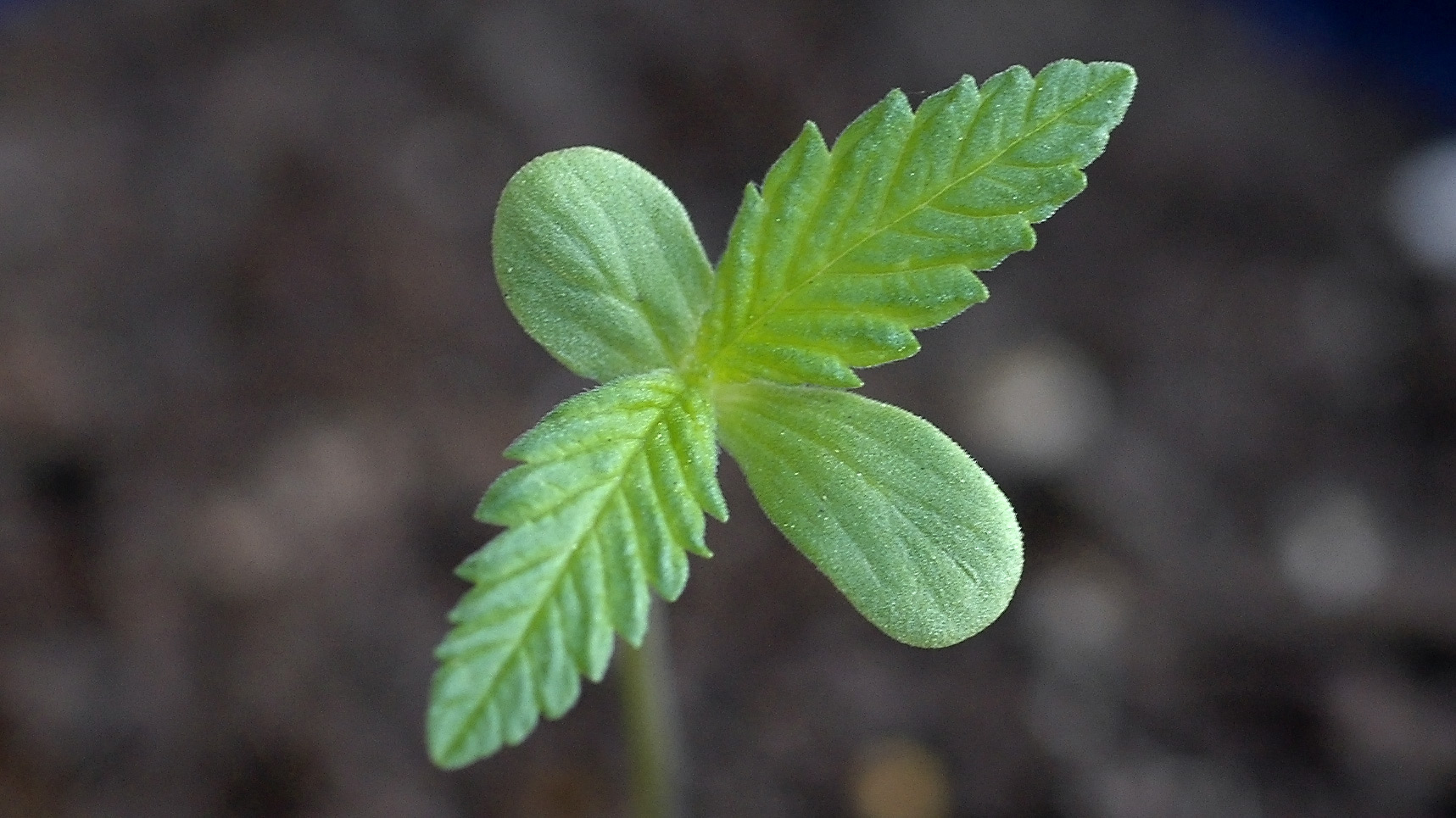
Всходы конопли

Всходы, первая стадия развития травянистых растений, от прорастания до появления второй пары настоящих листьев, знаменующих собой начало стадии роста. У конопли проходит за несколько дней, в связи с чем на открытом грунте не всегда удаётся сделать довсходовое боронование. Из расположенной между семядолями почечки развивается первая пара настоящих листьев, состоящих из широкой, заострённой к концу и зазубренной по краям пластинки. Затем семядоли увядают и опадают, а из пазухи первой пары появляется вторая пара настоящих листьев, состоящих из трёх лопастей. При этом стебель должен быть в пределах 5-10 см. На открытом грунте при вырастании всходов выше 10 см необходимо проредить растения.

### Вегетативный рост и цветение
75 - 120 дней со дня посадки до дня цветения

## Смолка
Смолка, липкий секрет, выделяемый коноплей для защиты от вредных воздействий окружающей среды. Железы, вырабатывающие смолку, расположены по всему растению, кроме корня и семян; на прицветниках женских цветов они особенно крупные и хорошо видны в увеличительное стекло (они похожи на маленькие прозрачные грибы). В смолке содержится максимальное количество каннабиноидов, в связи с чем она активно используется для производства психотропных продуктов. 
Вопреки распространённому мнению, высокая смолистость не всегда служит показателем выдающихся психотропных свойств конопли. У некоторых разновидностей (главным образом, у северных сортов конопли индийской) в смолке действительно преобладает ТГК, но у большинства других сортов она состоит из КБД, КБН и других непсихоактивных каннабиноидов, а ТГК присутствует в ней в ничтожно малых количествах.

## Подвиды конопли
| Хемотип       | Продукт                        | Доминирующие каннабиоиды | Содержание ТГК | Отношение КБД/ТГК |
| ------------- | ------------------------------ | ------------------------ | -------------- | ----------------- |
| Наркотичный   | Марихуана, гашиш, каннабиноиды | ТГК                      | 1 %-20 %       | 0,14-0,4          |
| Промежуточный | Нет                            | ТГК, КБД                 | 0,3 %-1,0 %    | 0,5-2,0           |
| Прядильный    | Канаты, одежда, масло, жмых    | КБД                      | меньше 0,3 %   | 2-17              |

## Селекционеры и специалисты по выращиванию

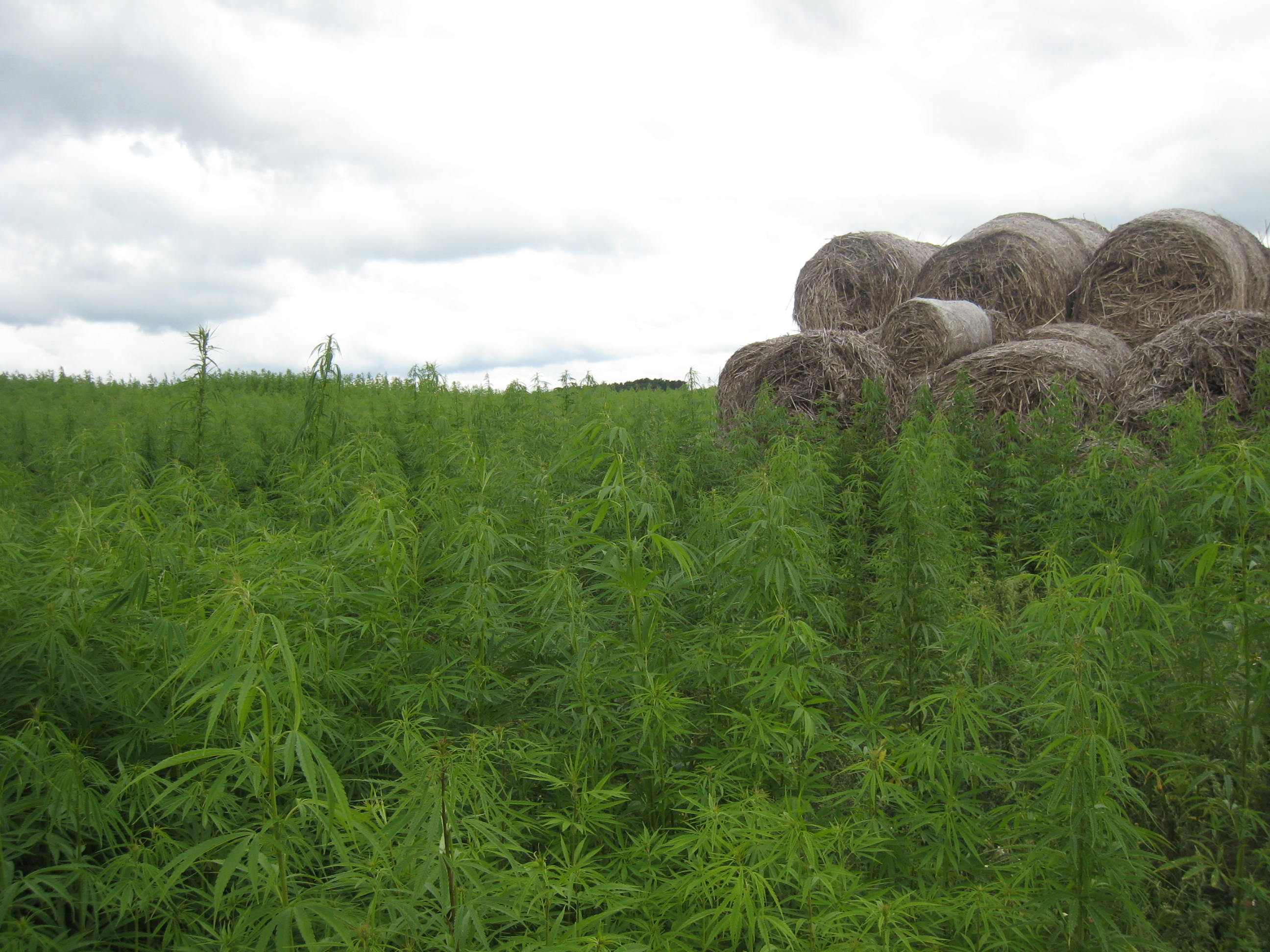
Плантация конопли в Германии, 2008 год

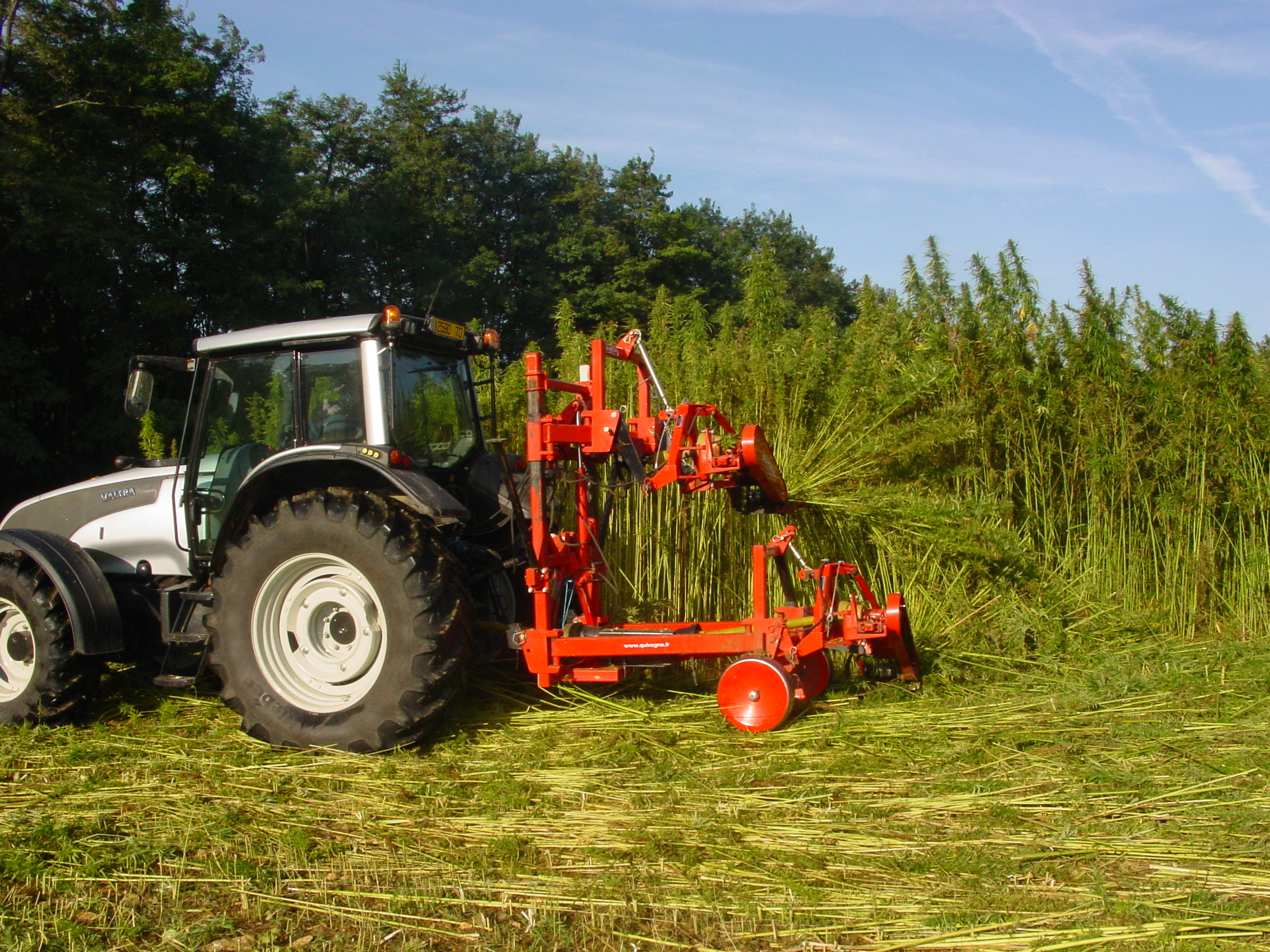
Скашивание конопли двухуровневой косилкой во Франции

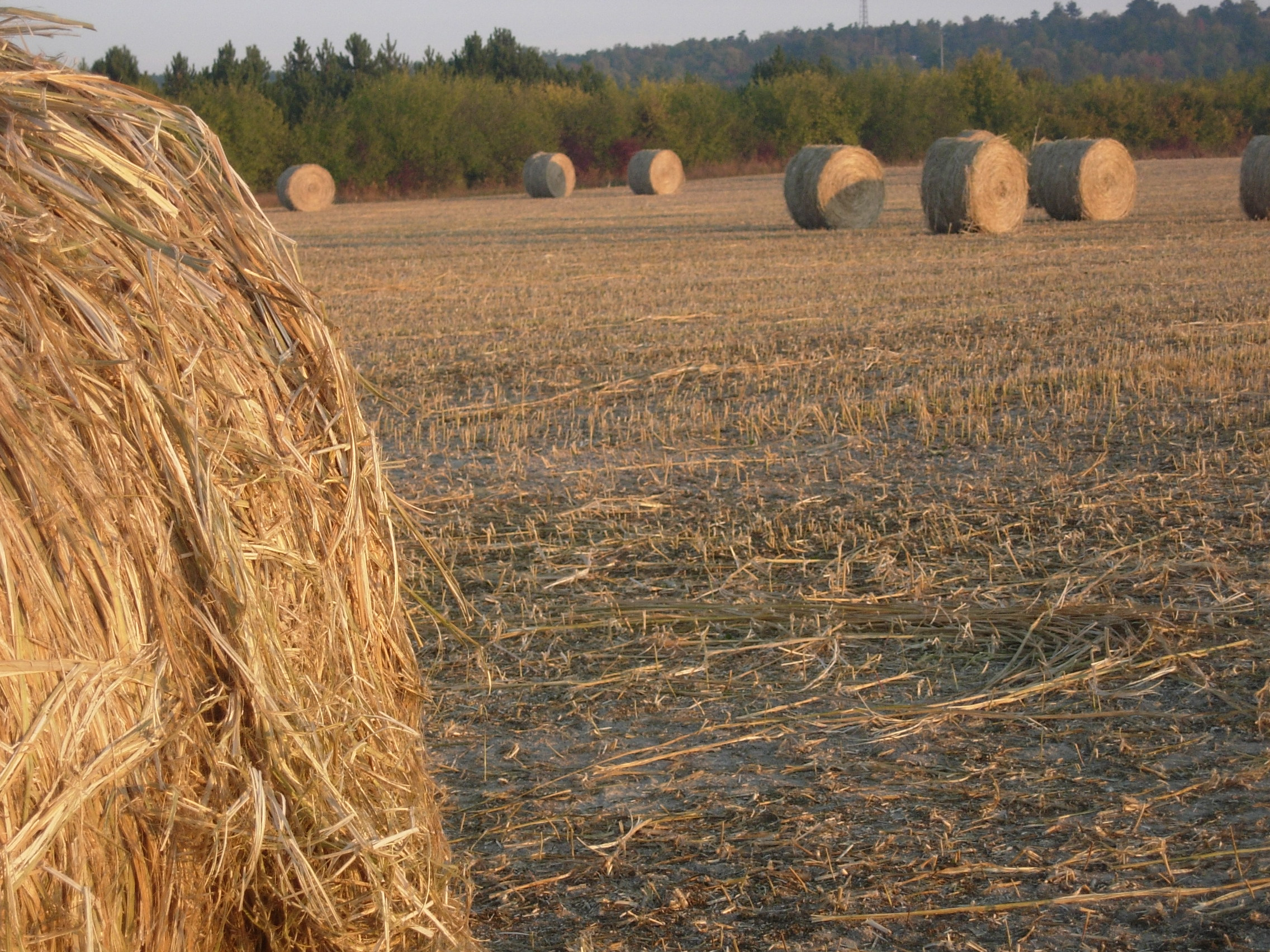
Конопляная солома в рулонах спрессованных при помощи рулонного пресс-подборщика

- Дронкерс, Бен (вывел сорт Джек Херер)
- Розенталь, Эд
- Сервантес, Хорхе — специалист по домашней, уличной и тепличной культивации марихуаны.

## Вредители и болезни конопли
- Блошка конопляная
- Грибки плесеневые
- Заразиха
- Листовёртки
- Мотылёк стеблевой
- Паутинный клещ
- Серая пятнистость[18] (недоступная ссылка)
- Септориоз
- Сорняки
- Тля растительная
- Фузариоз

## Культуры, конкурирующие с коноплёй

### Волокно
- Абака
- Джут
- Кенаф
- Лён
- Хлопок

### Масла
- Подсолнечник
- Кукуруза
- Рапс
- Хлопок

### ПАВ
- Мак снотворный
- Опиум
- Табак

## Продукты из конопли

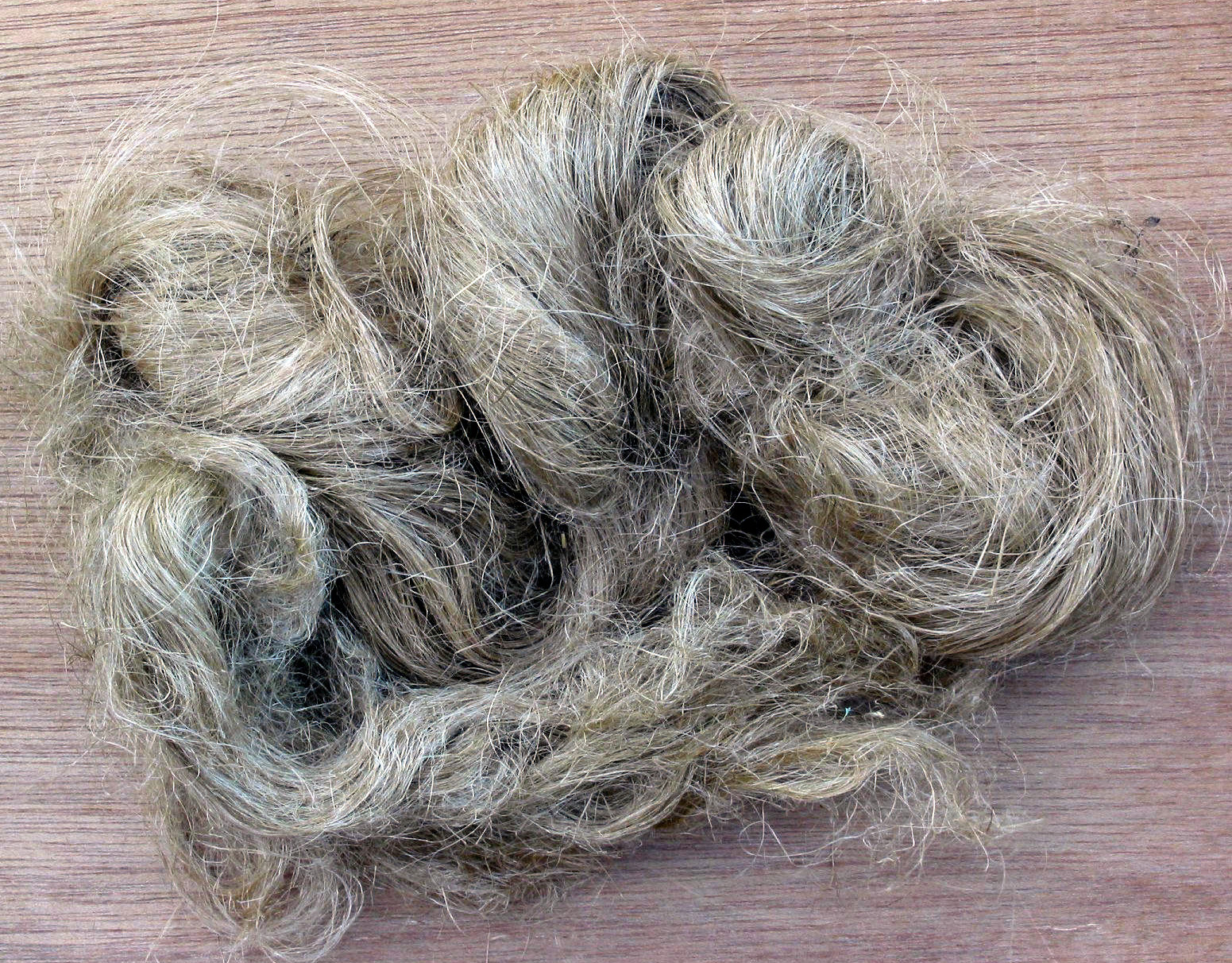
Пенька
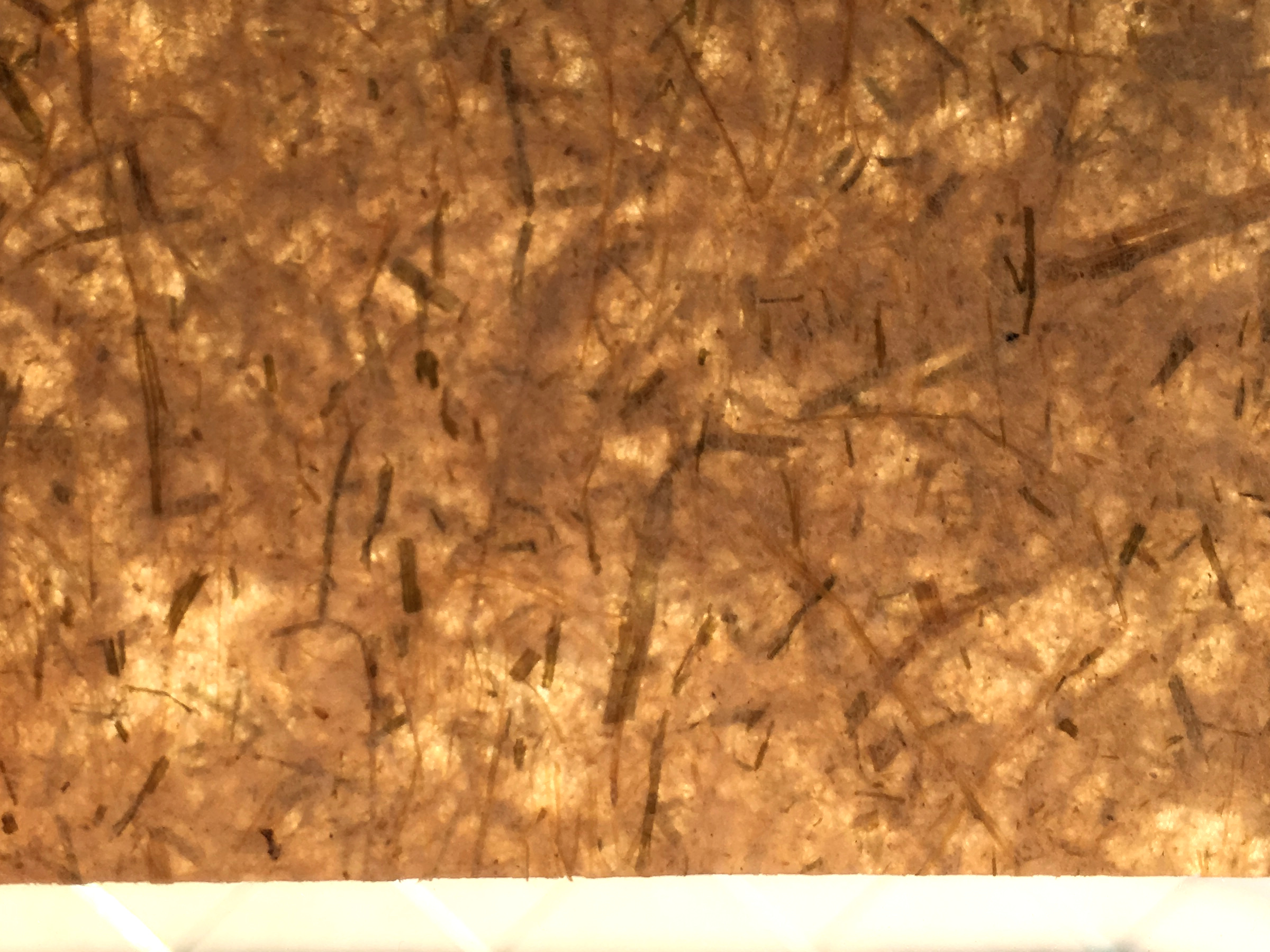
Грубая конопляная бумага на просвете
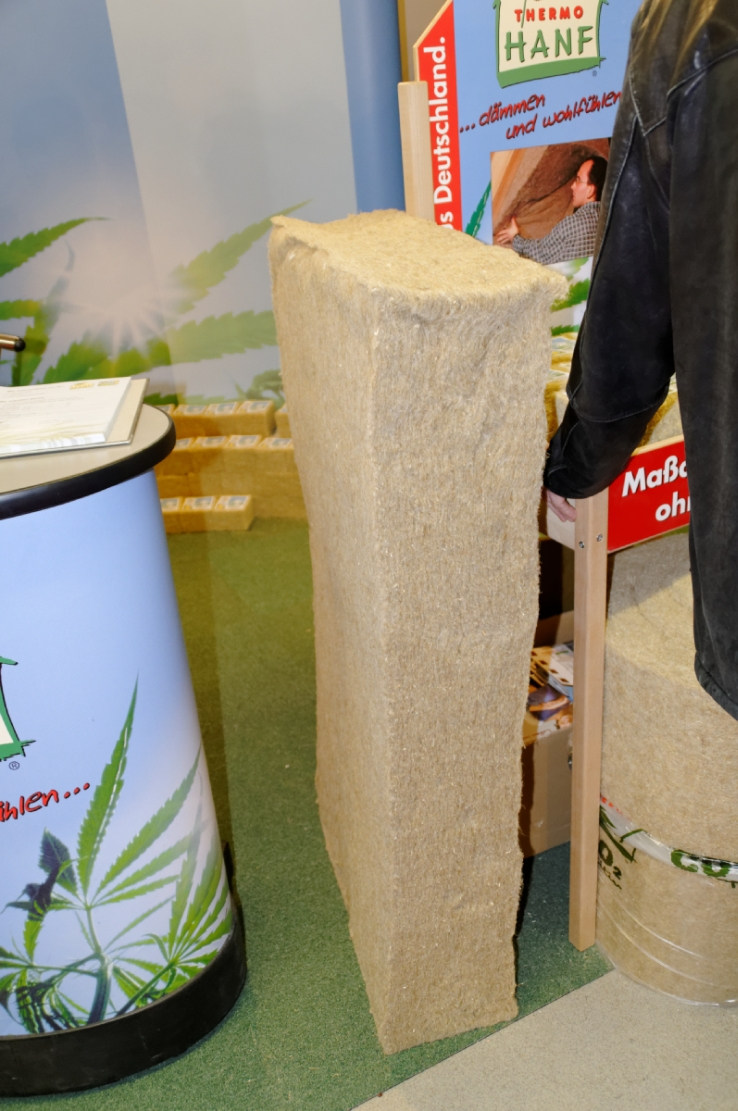
Утеплительный материал из конопляных волокон
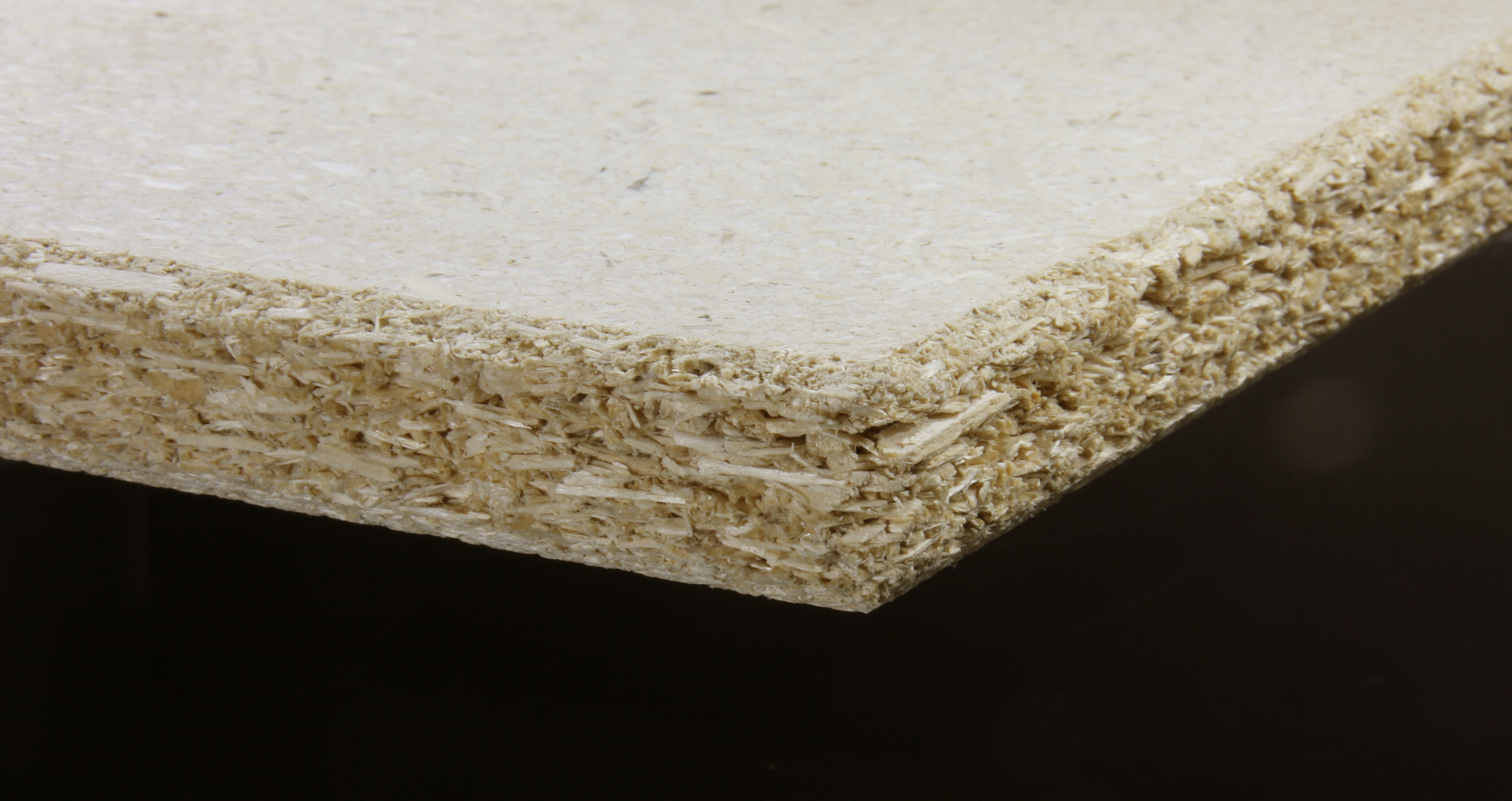
Композитный листовой материал с наполнителем из конопляных волокон и соломы
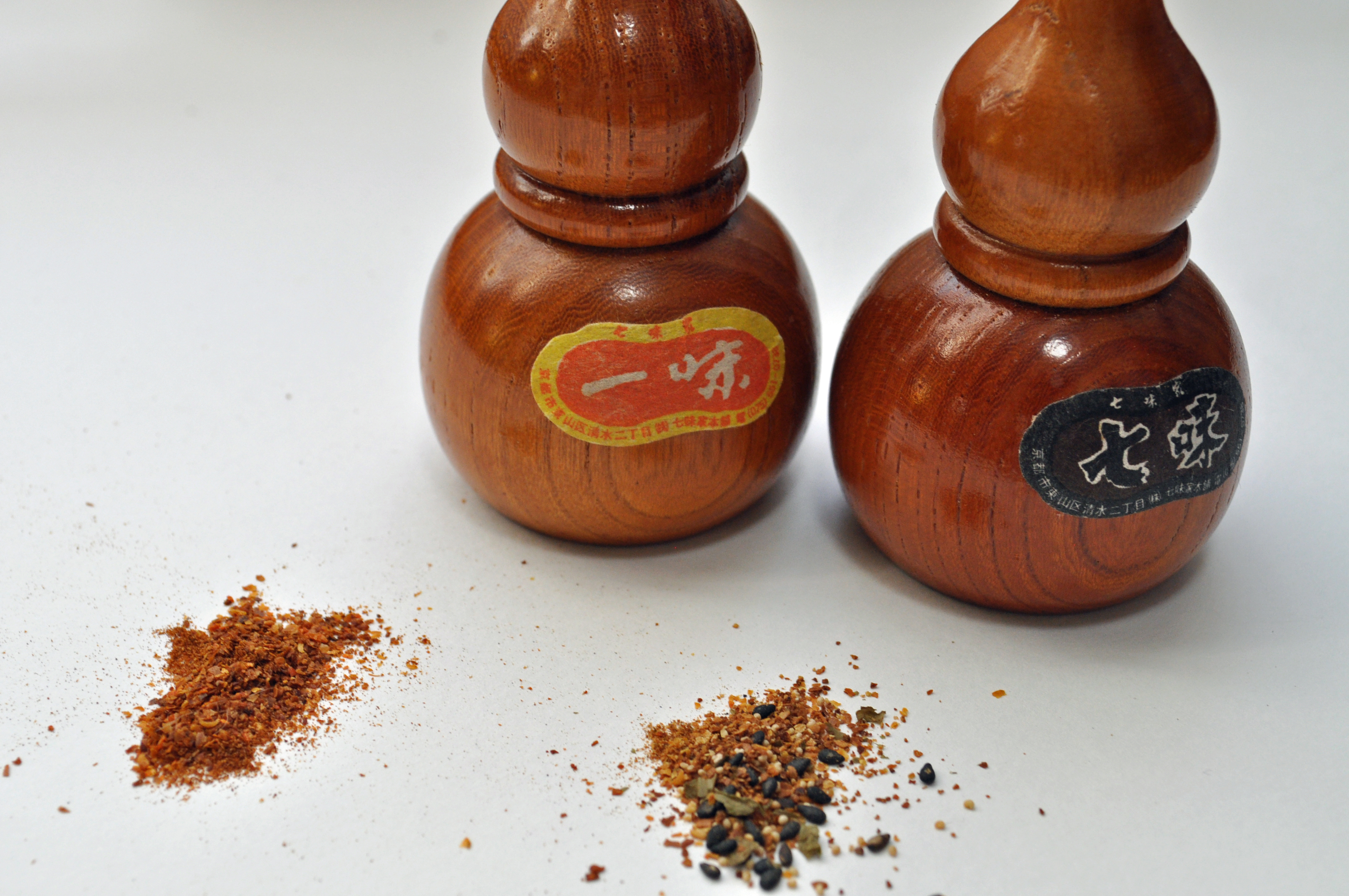
Семена конопли входят в состав ситими
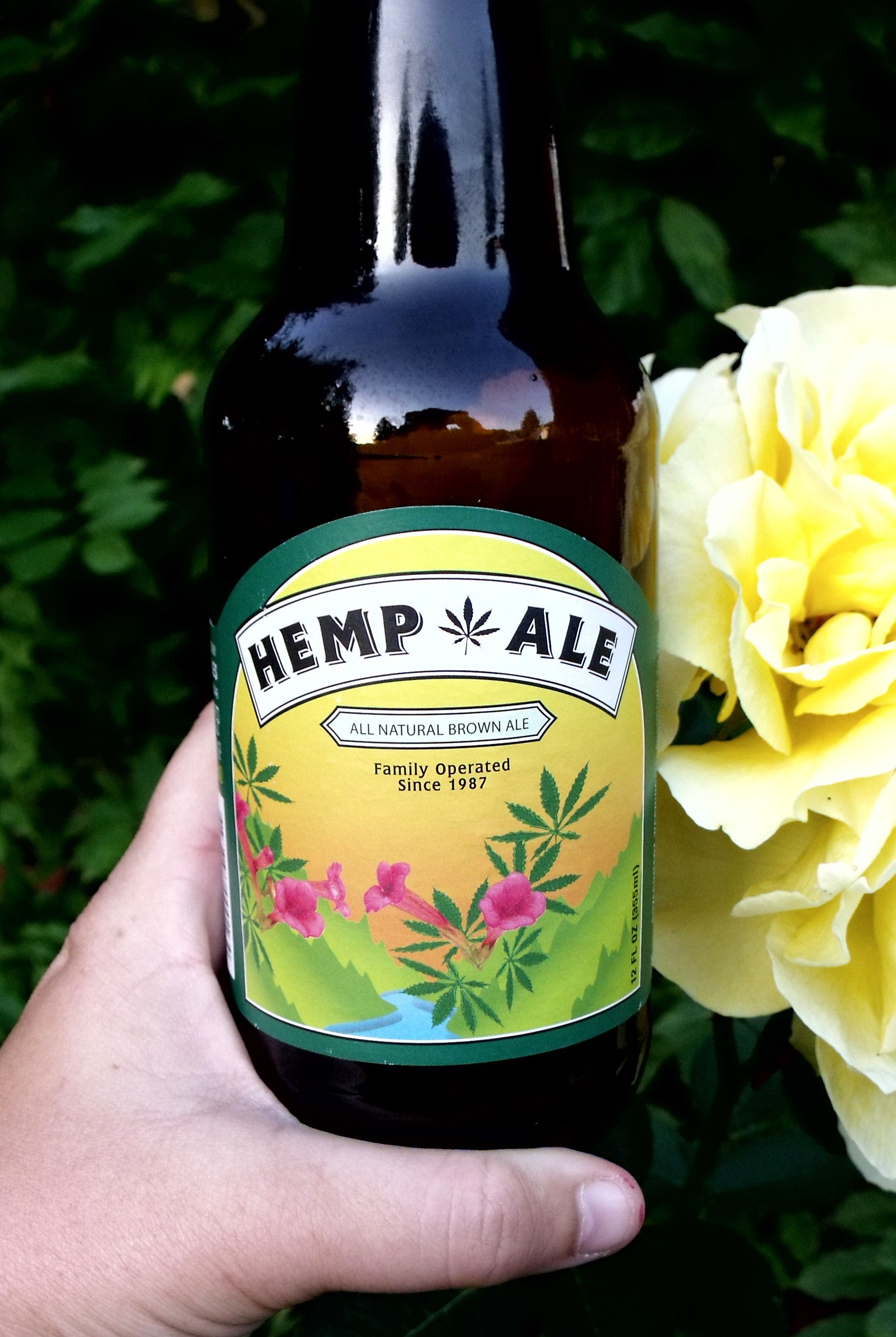
Эль из конопли
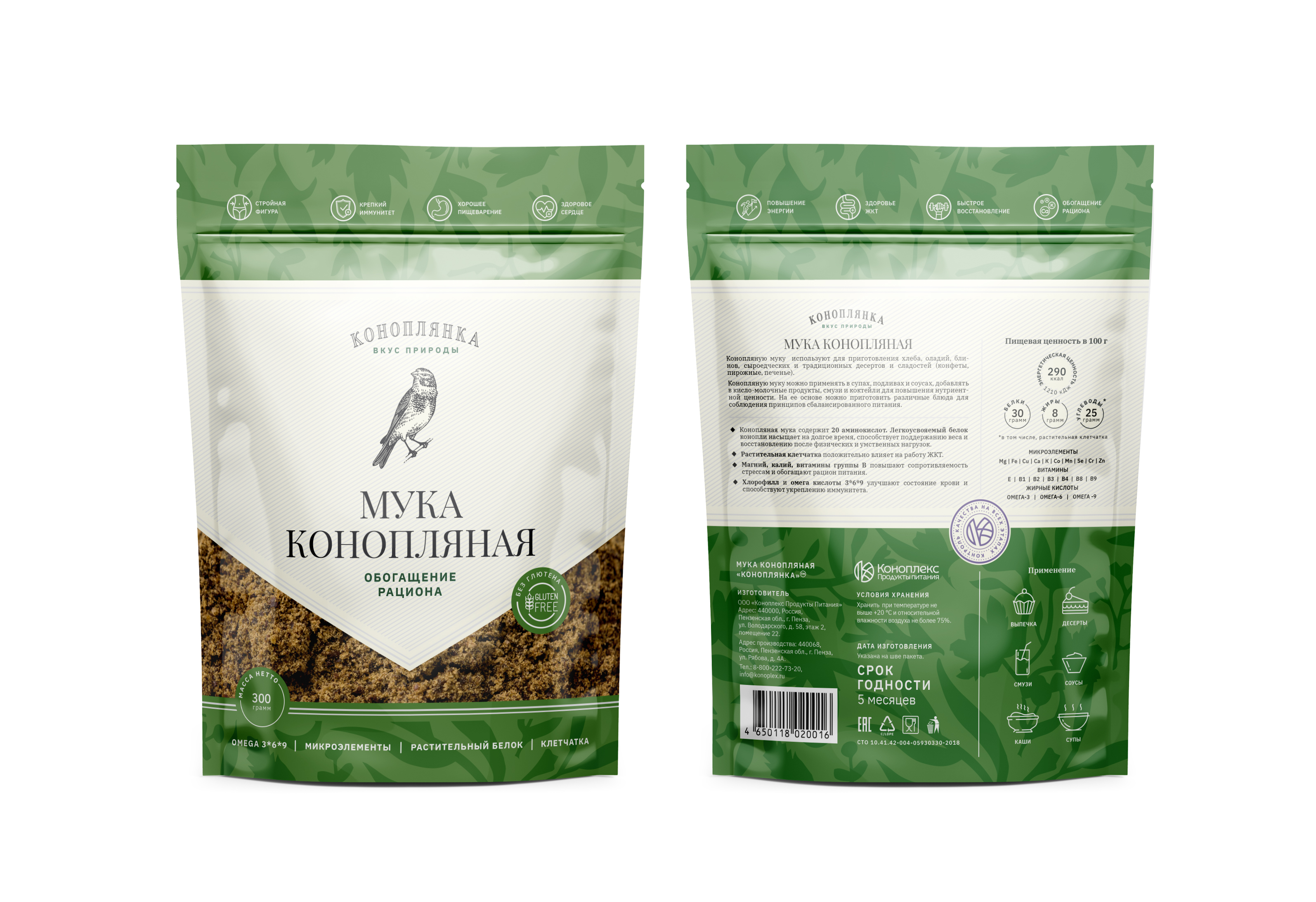
Конопляная мука
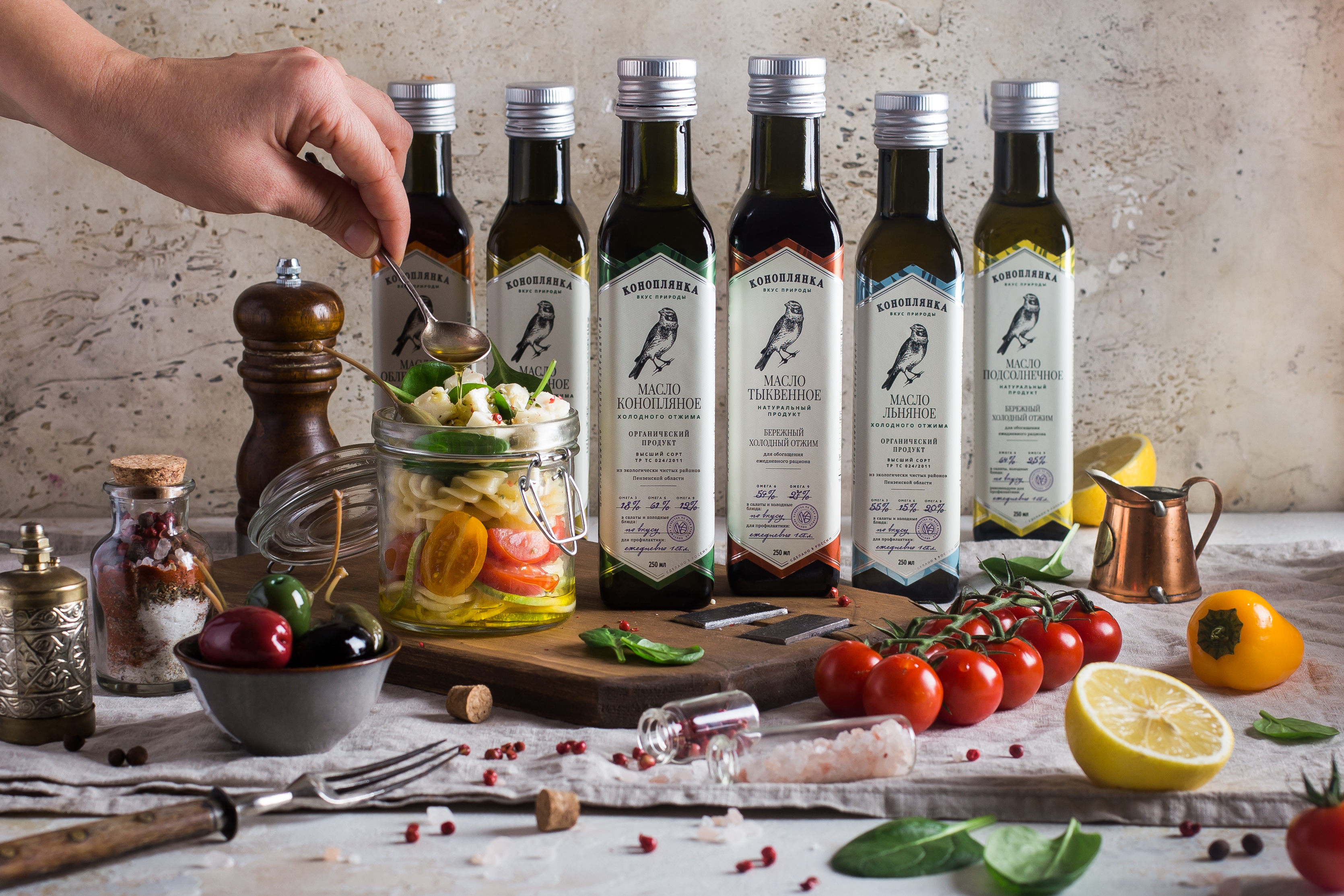
Конопляное масло